# Sphenoptera colorata
Sphenoptera colorata es una especie de escarabajo del género Sphenoptera, familia Buprestidae. Fue descrita científicamente por Kerremans en 1914.

## Distribución
Habita en la región afrotropical.